# Hotel Central (Recife)
O Hotel Central é um edifício histórico localizado na cidade do Recife, capital do estado brasileiro de Pernambuco. Inaugurado em 1928, foi o primeiro arranha-céu do Nordeste do Brasil.

## História
A construção do edifício do Hotel Central se deu a partir de uma iniciativa do empresário greco-suíço Constantin Aristide Sfezzo, casado com Judith Adele von Söhsten, de tradicional família pernambucana. Embora a ideia inicial tenha sido a construção de um edifício de apartamentos para aluguel, Sfezzo resolveu transformar o empreendimento num hotel de luxo para a sociedade recifense e visitantes de fora da cidade, após uma proposta do comerciante George Kyrillos, cidadão de origem libanesa que atuava no ramo de hotelaria em Pernambuco.
Quando foi inaugurado, em 1928, o hotel contava com luxuoso mobiliário, um grande lustre de cristal do saguão de entrada e salões envidraçados, além de água encanada e uma central telefônica que atendia a todos os quartos. Hospedaram-se nele personalidades como Carmen Miranda, Orson Welles e o presidente Getúlio Vargas.
Com a decadência enfrentada pelo empreendimento a partir de meados da década de 1950, muito do mobiliário e acabamentos refinados foram perdidos, restando o elevador, poucos móveis e alguns painéis de azulejos nos banheiros.